# FO Vrilīssiōn
FO Vrilīssiōn (grekiska: Φιλαθλητικός Όμιλος Βριλησσίων) är en volleybollklubb från stadsdelen Vrilissia i Aten, Grekland. Det är framförallt känt för sitt damlag som blivit grekiska mästare fem gånger (1994/1995, 1995/1996, 1996/1997, 1998/1999 och 2003/2004) och vunnit grekiska cupen fyra gånger (1999, 2000, 2003 och 2004). Internationellt har de som bäst kommit trea i cupvinnarecupen 1998–1999 (numera går tävlingen under namnet CEV Cup).